# Vi vel gratia
El Vi vel gratia o Vi vel gratis fou un privilegi atorgat per Alfons III de Catalunya-Aragó, conegut com el Benigne, l'any 1328 a la ciutat de Barcelona.
La concessió reial permetia a la ciutat requisar els transports de gra que passaven prop de la ciutat, emparant-se "de grat o per força" del blat dels vaixells, fins i tot estrangers, que arribaven al port en cas d'escassetat greu. Junt amb el privilegi de l'Annona foren les dues eines principals de la ciutat per gestionar el seu proveïment alimentari, especialment en temps de carestia. El sistema es va estendre a ciutats com València i ciutat de Mallorca, fins que va ser abolit en el marc dels decrets de Nova Planta.